# Golden Globe Awards 1957
Die 14. Verleihung der Golden Globe Awards fand am 28. Februar 1957 statt.

## Preisträger und Nominierungen

### Bester Film – Drama
In 80 Tagen um die Welt (Around the World in Eighty Days) – Regie: Michael Anderson
- Der Regenmacher (The Rainmaker) – Regie: Joseph Anthony
- Giganten (Giants) – Regie: George Stevens
- Krieg und Frieden (War and Peace) – Regie: King Vidor
- Vincent van Gogh – Ein Leben in Leidenschaft (Lust for Life) – Regie: Vincente Minnelli

### Bester Film – Musical/Komödie
Der König und ich (The King and I) – Regie: Walter Lang
- Bus Stop – Regie: Joshua Logan
- Das kleine Teehaus (The Teahouse of the August Moon) – Regie: Daniel Mann
- Das schwache Geschlecht (The Opposite Sex) – Regie: David Miller
- Die Frau im goldenen Cadillac (The Solid Gold Cadillac) – Regie: Richard Quine

### Bester Film zur Förderung der Völkerverständigung
Der Engel mit den blutigen Flügeln (Battle Hymn) – Regie: Douglas Sirk
- Der König und ich (The King and I) – Regie: Walter Lang
- Das kleine Teehaus (The Teahouse of the August Moon) – Regie: Daniel Mann
- Lockende Versuchung (Friendly Persuation) – Regie: William Wyler
- Roter Staub (The Brave One) – Regie: Irving Rapper

### Beste Regie
Elia Kazan – Baby Doll – Begehre nicht des anderen Weib (Baby Doll)
- Michael Anderson – In 80 Tagen um die Welt (Around the World in Eighty Days)
- Vincente Minnelli – Vincent van Gogh – Ein Leben in Leidenschaft (Lust for Life)
- George Stevens – Giganten (Giants)
- King Vidor – Krieg und Frieden (War and Peace)

### Bester Hauptdarsteller – Drama
Kirk Douglas – Vincent van Gogh – Ein Leben in Leidenschaft (Lust for Life)
- Gary Cooper – Lockende Versuchung (Friendly Persuation)
- Charlton Heston – Die zehn Gebote (The Ten Commandments)
- Burt Lancaster – Der Regenmacher (The Rainmaker)
- Karl Malden – Baby Doll – Begehre nicht des anderen Weib (Baby Doll)

### Beste Hauptdarstellerin – Drama
Ingrid Bergman – Anastasia
- Carroll Baker – Baby Doll – Begehre nicht des anderen Weib (Baby Doll)
- Helen Hayes – Anastasia
- Audrey Hepburn – Krieg und Frieden (War and Peace)
- Katharine Hepburn – Der Regenmacher (The Rainmaker)

### Bester Hauptdarsteller – Musical/Komödie
Cantinflas – In 80 Tagen um die Welt (Around the World in Eighty Days)
- Marlon Brando – Das kleine Teehaus (The Teahouse of the August Moon)
- Yul Brynner – Der König und ich (The King and I)
- Glenn Ford – Das kleine Teehaus (The Teahouse of the August Moon)
- Danny Kaye – Der Hofnarr (The Court Jester)

### Beste Hauptdarstellerin – Musical/Komödie
Deborah Kerr – Der König und ich (The King and I)
- Judy Holliday – Die Frau im goldenen Cadillac (The Solid Gold Cadillac)
- Machiko Kyō – Das kleine Teehaus (The Teahouse of the August Moon)
- Marilyn Monroe – Bus Stop
- Debbie Reynolds – Na, na, Fräulein Mutti! (Bundle of Joy)

### Bester Nebendarsteller
Earl Holliman – Der Regenmacher (The Rainmaker)
- Eddie Albert – Das kleine Teehaus (The Teahouse of the August Moon)
- Oskar Homolka – Krieg und Frieden (War and Peace)
- Anthony Quinn – Vincent van Gogh – Ein Leben in Leidenschaft (Lust for Life)
- Eli Wallach – Baby Doll – Begehre nicht des anderen Weib (Baby Doll)

### Beste Nebendarstellerin
Eileen Heckart – Böse Saat (The Bad Seed)
- Mildred Dunnock – Baby Doll – Begehre nicht des anderen Weib (Baby Doll)
- Marjorie Main – Lockende Versuchung (Friendly Persuation)
- Dorothy Malone – In den Wind geschrieben (Written on the Wind)
- Patty McCormack – Böse Saat (The Bad Seed)

### Bester Newcomer des Jahres
John Kerr

Paul Newman

Anthony Perkins 

### Beste Newcomerin des Jahres
Carroll Baker 

Jayne Mansfield 

Natalie Wood 

### Bester englischsprachiger ausländischer Film
Richard III., Großbritannien – Regie: Laurence Olivier

### Bester fremdsprachiger Film
Das Mädchen in Schwarz (To koritsi me ta mavra), Griechenland  – Regie: Michael Cacoyannis

Das weiße Rentier (Valkoinen peura), Finnland – Regie: Erik Blomberg

Krieg und Frieden (War and Peace), Italien – Regie: King Vidor

Taiyō to bara, Japan – Regie: Keisuke Kinoshita

Vor Sonnenuntergang, Deutschland – Regie: Gottfried Reinhardt

### Bester ausländischer Newcomer des Jahres
Jacques Bergerac – Frankreich

### Beste ausländische Newcomerin des Jahres
Taina Elg – Finnland

### Beste TV-Show
Cheyenne

Matinee Theatre

Mickey Mouse Club 

Playhouse 90

This Is Your Life 

### Cecil B. DeMille Award
Mervyn LeRoy

### Special Achievement Award
Edwin Schallert für die Förderung der Filmindustrie

Elizabeth Taylor für die beständige Darstellerleistung

Dimitri Tiomkin für seine Filmmusik

### Henrietta Award (Weltstar männlich)
James Dean

### Henrietta Award (Weltstar weiblich)
Kim Novak

### Hollywood Citizenship Award
Ronald Reagan